# Немає виходу (фільм, 1987)
Немає виходу (англ. No Way Out) — американський фільм трилер, 1987 року випуску про американського морського офіцера, який вів розслідування вбивства у Вашингтоні.
У фільмі знімалися Кевін Костнер, Джин Хекмен та Шон Янг. Фільм є рімейком стрічки Великий годинник; обидва фільми засновано на романі Кеннет Феарінг The Big Clock.

## Сюжет
У будинку поблизу Пентагону лейтенант-командер Том Фаррелл із Управління військово-морської розвідки перебуває під допитом. Його запитують, як він познайомився з міністром оборони Девідом Брайсом.
Шість місяців тому Фаррелла запрошує на інавгураційний бал його друг зі студентських часів Скотт Прічард, який знайомить його зі своїм босом, міністром Брайсом. На балу Фаррелл зустрічає Сьюзен Етвелл, і між ними починається роман, незадовго до того, як він вирушає на Філіппіни. Після того, як Фаррелл ризикує життям, рятуючи товариша на морі, Брайс наймає його, щоб той був його «очима й вухами» в ЦРУ. Повернувшись до Вашингтона на нову посаду, Фаррелл відновлює зв’язок зі своїм старим орендодавцем і другом Семом Гессельманом, який працює в новому комп’ютерному центрі Пентагону.
Роман Фаррелла та Етвелл триває, хоча вона зізнається, що є також коханкою Брайса. Після романтичного вікенду Брайс несподівано приходить до Етвелл, змушуючи Фаррелла поспішно піти. Підозрюючи, що в Етвелл є інший коханець, розлючений Брайс випадково штовхає її через перила на сходах, і вона гине. Брайс звертається до П  Прічард прибирає всі докази присутності Брайса в квартирі Етвелл і знаходить нечіткий негатив фотознімка Polaroid, який вона зробила з Фарреллом.
Прічард пропонує звинуватити іншого коханця Етвелл, якого можна пов’язати з чутками про агента КДБ на ім’я «Юрій», і ліквідувати його, щоб зняти підозри з Брайса. Офіцери CID обшукують квартиру Етвелл, а Прічард підкладає негатив серед доказів. Гессельман намагається відновити зображення за допомогою комп’ютера, що може зайняти кілька днів.
Розуміючи, що Брайс убив Етвелл, а Прічард приховує докази, Фаррелл сприяє фальшивому розслідуванню, знаючи, що фізичні докази роблять його головним підозрюваним. Він і Прічард допитують подругу Етвелл, Ніну, яка прикидається, що не впізнає Фаррелла, але розкриває, що знала про зв’язок Етвелл із Брайсом. Прічард посилає двох убивць, щоб позбутися Ніни, але Фаррелл втручається і попереджає її.
Шукаючи справжні докази проти Брайса, Фаррелл досліджує шкатулку з Марокко, яку Брайс подарував Етвелл; оскільки іноземні подарунки мають бути зареєстровані в Держдепартаменті, Фаррелл просить Гессельмана «зламати» комп’ютеризований реєстр. Пізніше він переконує Гессельмана затримати відновлення фотографії, зізнавшись, що він на знімку, що кохав Етвелл і що Брайс її убив.
Виписки з кредитних карток приводять CID до двох свідків, які можуть ідентифікувати таємного коханця Етвелл; один із них помічає Фаррелла здалеку, підтверджуючи слідчим, що Юрій перебуває в Пентагоні, і починається пошук по кабінетах. Фаррелл повідомляє Гессельману про провину Брайса та компрометуючий подарунок і уникає пошуків, ховаючись у вентиляційній шахті. Стурбований Гессельман розповідає Прічарду про підозри Фаррелла та його зв’язок із Етвелл, і Прічард застрелює його.
Переслідуваний убивцями Прічарда, Фаррелл дістається до кабінету Брайса і пред’являє йому роздруківку з реєстру подарунків. Прічард готується звинуватити Фаррелла як Юрія у вбивствах Етвелл і Гессельмана, але Брайс вигадує іншу історію, щоб змусити Фаррелла мовчати: Прічард, закоханий у Брайса, убив Етвелл із ревнощів. Зраджений і розбитий, Прічард застрелюється, а Брайс повідомляє слідчим, що Прічард і є Юрій, завершуючи пошуки. Фаррелл надсилає роздруківку директору ЦРУ, політичному супернику Брайса, і йде, коли завершена фотографія розкриває його як коханця Етвелл.
Сидячи біля могили Етвелл, Фаррелла забирають двоє оперативників і допитують у будинку. Його орендодавець, який виявляється його куратором, розкриває, що вони всі — радянські агенти, а Фаррелл насправді є «Юрієм», шпигуном під прикриттям, вихованим як американець із дитинства, щоб служити високопоставленим кротом. Виконавши свою місію, Фарреллу пропонують повернутися до Радянського Союзу, але він відмовляється, заявляючи, що вони не можуть змусити його повернутися. Його куратор дозволяє йому піти, стверджуючи, що він зрештою повернеться, і Фаррелл їде геть.

## У фільмі знімались
- Кевін Костнер — Лейтенант Том Фаррелл
- Джин Гекмен — Міністр оборони Девід Брайс
- Вілл Паттон — Скотт Прітчард
- Шон Янг — С'юзан Атвелл
- Джордж Дзундза — Сем Гессельман
- Говард Дафф — Сенатор Д'юваль
- Джейсон Бернард — Майор Донован
- Фред Томпсон — Директор ЦРУ Маршалл
- Іман — Ніна Бека
- Тамер Хассан — офіцер на вечірці